# 이이즈카 마유미
이이즈카 마유미(일본어: 飯塚 雅弓, 1977년 1월 3일 ~ )는 일본의 성우이자 가수이다. 호세이 대학 법학부 출신. 본래 도쿄 출신이지만 대만에서도 산 경험이 있고 다시 가나가와현으로 이주한 전적이 있어 출생지는 명확하게 표기되지 않는 경우가 많다. 4살때 아역배우로 연예계 생활을 시작했으며 성우로서의 데뷔는 1991년 추억은 방울방울에서 츠네코 역을 맡으면서 시작되었다. 1997년에는 앨범 짝사랑을 발매하여 가수로도 데뷔하였다.

## 출연작

### TV 애니메이션
1997년
- 천공의 에스카플로네(밀라나 공주, 우치다 유카리)
- 하멜의 바이올린(플룻)
- 포켓몬스터 (카스미)
- 헌티드 정션 (거울 속의 소녀)

1998년
- 마법의 스테이시 팬시 라라(노자키 안나)
- 마술사 오펜(크리오 에버라스틴)
- 초기동전설 다이나기가(우나즈키 나오)

1999년
- 마술사 오펜 Revenge(크리오 에버라스틴)
- 투하트(마츠바라 아오이)
- 천사가 될거야(미루루)
- 매직 유저스 클럽(나카토미 나나카)

2000년
- 게이트 키퍼즈(아사기리 레이코)

2001년
- 스타오션 EX(레나 란포드)
- 찬스 트라이앵글 세션(미즈시마 아카리)

2002년
- 도쿄 언더그라운드(04)
- 원반황녀 왈큐레(라이네)
- 카논 (애니메이션)(사와타리 마코토)
- 히트가이 제이(루미에)
- 포켓몬스터 AG(카스미)
- 왕도둑 징(스테아)
- 미래전사 오공(수지)

2003년
- 원반황녀 왈큐레 12월의 야상곡(라이네)

2004년
- 투하트 Remember My Memories(마츠바라 아오이)
- 달은 동쪽으로 해는 서쪽으로~Operation Sanctuary~(히로세 유카)

2005년
- 에어 (비디오 게임)(여학생 C)
- 버저 비터

2006년
- 카논 리메이크(사와타리 마코토 A, 사와타리 마코토 B)

2007년
- 소녀왕국 표류기(시마토라, 파나코)
- 체포하겠어 Full Throttle(사가 사오리)

2008년
- 시카바네 히메

2009년
- 프레시 프리큐어(미유키)

### OVA
2005년
- 원반황녀 왈큐레 성령절의 신부(라이네)

2006년
- 원반황녀 왈큐레 시간과 꿈과 은하의 연회(라이네)

### 극장판 애니메이션
1991년
- 추억은 방울방울(츠네코)

1998년
- 극장판 포켓몬스터 뮤츠의 역습(카스미)

1999년
- 극장판 포켓몬스터 루기아의 탄생(카스미)

2000년
- 극장판 포켓몬스터 결정탑의 제왕 엔테이(카스미)

2001년
- 극장판 포켓몬스터 세레비 시간을 초월한 만남(카스미)
- 피츄와 피카츄(카스미)

2002년
- 극장판 포켓몬스터 물의 도시의 수호신 라티아스와 라티오스(카스미)

2010년
- 영화 도라에몽 노비타의 인어대해전 하리보 역 담당

2024년
- 포켓몬스터: 성도지방 이야기, 최종장(카스미)

### 게임
1996년
- NOëL (오카노 유카)

1997년
- 10101~“WILL”The Starship~ (미르카)
- 용기전승 2 (에밀리 알젠트)

1998년
- 소년탐정 김전일 성현도 슬픔의 복수귀 (나나세 미유키)
- 유구환상곡 2nd Album (트리샤 포스터)
- 초강전기 키카이오 (유메노 소라, 마키)
- 에피커스 이 생각을 너에게… (오카다 토모에)
- 엑소더스 길티 네오스 (타치바나 아이)
- NOëL3 (오카노 유카)
- 에리의 아틀리에 ~잘부르그의 연금술사2~ (아이젤 와이마르)

1999년
- 트루 러브 스토리2 (미야마 사나에)
- 투하트 (마츠바라 아오이)
- ONE ~빛나는 계절로~ PS판 (나가모리 미즈카)
- 트론의 꼬붕 (트론 본)
- 마크로스 VF-X2 (클라라 캐렛)
- 마검X (사가미 케이)
- 포켓몬 스냅 (라플레시아)

2000년
- MARVEL VS. CAPCOM 2 NEW AGE OF HEROES (트론 본)
- 카논 (사와타리 마코토)

2001년
- 마검 샤오 (사가미 케이)
- Missing Blue (야기 시즈노)

2002년
- AS~엔젤릭 세레나데 (라스티 파슨)
- 로맨스는 검의 빛II (아리시아 크리스토퍼)

2003년
- 매지컬 트와라·엔젤 라비☆ (라스티 파슨(엔젤 라비))
- Angelic Vale (피오)
- 비오라트의 아틀리에 ~그람나트의 연금술사2~ (아이젤 와이마르)
- Angelic Vale Progress (피오)

2004년
- 달은 동쪽으로 해는 서쪽으로~Operation Sanctuary~ DC·PS2판 (히로세 유카)

2005년
- 엔젤릭 베일 신전 에페멜섬 기담 (피오)
- NAMCO x CAPCOM (트론 본)
- 룬 프린세스 (캐서린 리오랜트)

2008년
- 대난투 스매시브라더스 X (지라치)
- 무한의 프론티어 슈퍼 로봇 대전OG 사가 (코마, 큐온 프리온)

## 음반

### 싱글
1. 액셀
2. love letter
3. caress / place to be
4. My wish
5. 따뜻한 오른손
6. 사랑의 빛깔
7. 네 목소리를 들려줘
8. Pure
9. TRUST～기미 더 아루쿠 미라이～（전달 한정）

### 앨범
오리지널 앨범
1. 짝사랑
2. 민트와 휘파람
3. so loving
4. AERIS
5. 해바라기
6. 무지개가 피어나는 곳
7. SMILE×SMILE
8. ∞infinity∞
9. mine
10. 10LOVE
11. Crystal Days
12. Stories
13. Fight!!
14. 키미 에。。。

미니 앨범
1. Fly Ladybird fly
2. 23degrees。
3. 프레젠트

베스트앨범
1. berry best
2. BESTrawberry